# Pastel de arroz (Bilbao)
El pastel de arroz es un dulce típico de Bilbao.

## Descripción
Sus ingredientes principales son: mantequilla, hojaldre, leche fresca, harina, azúcar y huevo

## Historia
Existen varias posibles versiones de su origen:
Se dice que el nombre proviene de que antiguamente este pastel se hacía con el arroz con leche sobrante que las mujeres preparaban en casa. Para no tirarlo, elaboraban con él una especie de crema y la cocían en el horno con una tartaleta. 
Aunque otro posible origen serían los pasteles de Filipinas a base de harina de arroz y cuya receta fue traída por los marinos que hacían la carrera de Indias. Una vez en Bilbao la harina de arroz fue sustituida por la de trigo pero manteniendo su nombre original de “pastel de arroz”.